# Kwasowiec
Kwasowiec – wieś w Polsce, położona w województwie łódzkim, w powiecie skierniewickim, w gminie Nowy Kawęczyn.
Wieś szlachecka położona była w drugiej połowie XVI wieku w powiecie rawskim ziemi rawskiej województwa rawskiego. W latach 1975–1998 miejscowość administracyjnie należała do województwa skierniewickiego.

## Położenie
Kwasowiec położony jest ok. 4,5 km na wschód od szosy łączącej Skierniewice i Rawę Mazowiecką, w odległości ok. 70 km na południowy zachód od Warszawy; odległość od stolicy województwa – Łodzi wynosi ok. 55 km. Siedziba władz powiatu – Skierniewice leżą ok. 12 km na północ od wsi, zaś siedziba gminy Nowy Kawęczyn znajduje się w odległości 3,5 km od Kwasowca.

## Integralne części wsi
| SIMC    | Nazwa     | Rodzaj    |
| ------- | --------- | --------- |
| 0734328 | Krzyżanów | część wsi |

## Informacje ogólne
Osada położona jest na terenie równinnym. Kształtem przypomina literę "T" i jest nietypową ulicówką. Gospodarstwa wsi raczej nie sąsiadują ze sobą, co sprawia, że wieś ta przypomina osadę typu samotniczego. Wzdłuż szosy stoją parterowe zabudowania, w większości murowane. W centralnej części wsi znajduje się mały staw. Miejscowość posiada studnię głębinową, z której czerpana jest woda, a następnie oczyszczana i transportowana do innych wsi w gminie. 
Wieś nie posiada sklepu (zlikwidowano go w latach 70.). 
Komunikacja z innymi miejscowościami jest utrudniona, gdyż przystanek PKS zlikwidowano w 2003 r. 
Kościół parafialny mieszkańców Kwasowca znajduje się w odległej o ok. 7 km Żelaznej.
Miejscowość położona jest na wysokości 160–170 m n.p.m. Okolice wsi stanowią głównie pola uprawne i łąki oraz lasy. Okoliczne obszary charakteryzują się formami terenu pozostawionymi przez lądolód z okresu zlodowacenia środkowopolskiego stadiału Warty.

## Historia
Kwasowiec to wieś, która niegdyś składała się z  Kwasowca i nieistniejącego obecnie Krzyżanowa – osady, która istniała do lat 50 XX w. 
Dawniej we wsi znajdował się dwór, a prawdopodobnie także szkoła, której bezpośrednio nie pamiętają nawet najstarsi mieszkańcy. Jednak wzmianka o jej istnieniu przekazywana jest z pokolenia na pokolenie.